# Блай, Анна
Анна Мария Блай (англ. Anna Maria Bligh; род. 14 июля 1960, Уорик, Австралия) — 37-й премьер австралийского штата Квинсленд (2007—2012). Лейбористка.

## Биография
Родилась в набожной семье потомков вице-адмирала Уильяма Блая. В детстве мечтала стать монахиней, но охладела к религии после того, как её мать отлучили от причастия за развод с мужем. Окончила Квинслендский университет, в годы обучения в котором участвовала в молодёжных протестах. В 1995 году Блай была избрана в парламент Квинсленда. В 1998 году она перешла в региональное правительство. Занимала должности министра по делам семьи, министра образования, министра культуры, министра финансов и вице-премьера.
В 2007 году была назначена премьером штата, став первой женщиной на этом посту. Её правление было омрачено сильными наводнениями. В 2012 году лейбористы проиграли очередные выборы, после чего Блай объявила об уходе из политики.
В 2014 году Анна Блай была назначена генеральным директором Ассоциации защиты прав женщин Нового Южного Уэльса. А в 2017 году Блай вступила в должность генерального директора Австралийской банковской ассоциации. 
Замужем, имеет двух сыновей.